# بیابان الخاتم
بیابان الخاتم یک بیابان در امارات متحده عربی است.